# Гонда (Аризона)
Гонда (англ. Hondah) — переписна місцевість (CDP) в США, в окрузі Навахо штату Аризона. Населення — 814 особи (2020).

## Географія
Гонда розташована за координатами 34°5′39″ пн. ш. 109°56′4″ зх. д. / 34.09417° пн. ш. 109.93444° зх. д. (34.094296, -109.934385).  За даними Бюро перепису населення США в 2010 році переписна місцевість мала площу 31,80 км², з яких 31,71 км² — суходіл та 0,09 км² — водойми.

## Демографія
Згідно з переписом 2010 року, у переписній місцевості мешкало 812 осіб у 211 домогосподарстві у складі 177 родин. Густота населення становила 26 осіб/км².  Було 286 помешкань (9/км²).
Расовий склад населення:
| - 92,7 % — корінних американців - 3,3 % — білих - 0,2 % — чорних або афроамериканців - 0,2 % — азіатів |

До двох чи більше рас належало 3,1 %. Частка іспаномовних становила 5,0 % від усіх жителів.
За віковим діапазоном населення розподілялося таким чином: 40,0 % — особи молодші 18 років, 55,6 % — особи у віці 18—64 років, 4,4 % — особи у віці 65 років та старші. Медіана віку мешканця становила 23,5 року. На 100 осіб жіночої статі у переписній місцевості припадало 97,6 чоловіків;  на 100 жінок у віці від 18 років та старших — 92,5 чоловіків також старших 18 років.
Середній дохід на одне домашнє господарство  становив 53 311 долар США (медіана — 48 125), а середній дохід на одну сім'ю — 56 087 доларів (медіана — 49 625). Медіана доходів становила 37 125 доларів для чоловіків та 33 393 долари для жінок. За межею бідності перебувало 31,4 % осіб, у тому числі 37,9 % дітей у віці до 18 років та 27,9 % осіб у віці 65 років та старших.
Цивільне працевлаштоване населення становило 400 осіб. Основні галузі зайнятості: мистецтво, розваги та відпочинок — 37,3 %, освіта, охорона здоров'я та соціальна допомога — 24,5 %, публічна адміністрація — 11,3 %, будівництво — 8,5 %.